# Edilberto Sánchez
Edilberto Sánchez Rubiano (Colombia, siglo XX) es un militar colombiano, excomandante de Inteligencia del Ejército Nacional de Colombia, que participó en la retoma al Palacio de Justicia el 6 y 7 de noviembre de 1985 cuando guerrilleros del Movimiento 19 de abril (M-19), se tomaron el Palacio de Justicia en Bogotá. Fue condenado por desaparición forzada durante esa operación.

## Biografía
El Coronel Sánchez era comandante de inteligencia B-2 de la Brigada XIII al momento de la toma. Fue destituido del Ejército Nacional el 28 de septiembre de 1990 por su participación en la desaparición de la guerrillera Irma Franco durante dicha toma, y también ordenaron su detención preventiva, acusado del delito de "desaparición forzada agravada". Fue capturado en 2006 y posteriormente dejado en libertad.
El 30 de octubre de 2008, la juez Trejos concedió la libertad a Sánchez Rubiano, a Óscar William Vásquez y a tres suboficiales del Ejército Nacional , quienes en ese momento estaban detenidos a la espera del juicio por el delito de desaparición forzada agravada.
El 13 de febrero de 2009 se reanudó su juicio por las desapariciones del Palacio de Justicia junto al mayor (r) Óscar William Vásquez y de tres ex suboficiales más del Ejército colombiano. las víctimas no asistieron al juicio porque consideran que la juez 51 Penal, Cristina Trejos, no lo ha llevado con diligencia. Las víctimas denunciaron que la juez Trejos, no permite el uso de grabadoras para agilizar los trámites, en vez permite usar a una secretaria para transcribir las indagaciones. Según las víctimas, la juez Trejos no ha permitido el ingreso de periodistas extranjeros, pero aceptó la petición de la defensa de los militares para llamar a cerca de 270 testigos de la toma al Palacio de Justicia. Las víctimas aducen que llamar a tantos testigos ha sido utilizado para obstaculizar el proceso de juzgamiento.
Fue condenado a 40 años de prisión por el Tribunal Superior de Bogotá en 2021.